# Großheirath
Großheirath là một đô thị ở huyện Coburg bang Bayern nước Đức. Đô thị Großheirath có diện tích 22,27 km², dân số thời điểm ngày 31 tháng 12 năm 2006 là 2579 người.